# Lijst van beelden in Leeuwarden
Dit is een (onvolledige) chronologische lijst van beelden in Leeuwarden. Onder een beeld wordt hier verstaan elk driedimensionaal kunstwerk in de openbare ruimte van de Nederlandse gemeente Leeuwarden, waarbij beeld wordt gebruikt als verzamelbegrip voor sculpturen, standbeelden, installaties, gedenktekens en overige beeldhouwwerken.
De beelden in de stad Leeuwarden zijn in een afzonderlijke lijst opgenomen.
Voor een volledig overzicht van de beschikbare afbeeldingen zie: Beelden in Leeuwarden op Wikimedia Commons.
| Geplaatst | Omschrijving                                                              | Kunstenaar                        | Straat | Plaats        | Materiaal                                 | Afbeelding |
| --------- | ------------------------------------------------------------------------- | --------------------------------- | --- | ------------- | ----------------------------------------- | --- |
| 1616      | Alliantiewapen "Tyara en Buygers"                                         | onbekend                          | poortgebouw Uniastate | Beers         | steen                                     | |
| 1616      | Wapen van de familie Meynsma                                              | onbekend                          | poortgebouw Uniastate | Beers         | steen                                     | |
| 1875      | Eeltje Halbertsma                                                         | Willem Molkenboer                 | Halbertsmaplein | Grouw         | natuursteen                               | Willem Molkenboer, 1875 |
| 1879      | Joost Halbertsma                                                          | Willem Molkenboer                 | Halbertsmaplein | Grouw         | natuursteen                               | Willem Molkenboer, 1875 |
| 1904      | Eeltsje Halbertsma                                                        | Johan Schröder                    | Parkstraat | Grouw         | natuursteen                               | |
| 1933      | Monument voor Pieter Jelles Troelstra                                     | Tjipke Visser                     | Langebuorren | Stiens        | zandsteen en baksteen                     | |
| 1942      | Ornamenten                                                                | Tjipke Visser                     | Raadhuis van Idaarderadeel, Stationsweg 1                                                                                                 | Grouw         | zandsteen                                 | Tjipke Visser, 1942 |
| 1946      | Monument voor Sybrand Marinus van Haersma Buma                            | Marius Duintjer                   | Familiebegraafplaats Buma | Weidum        | steen                                     | |
| 1947      | Verzetsmonument                                                           | Arjen Goodijk                     | Stationweg | Grouw         | natuursteen                               | A. Goodijk, 1947 |
| 1964      | Bloem                                                                     | Chris Fokma                       | OBS De Jint, Plataanstrjitte 2 | Stiens        | koper                                     | Chris Fokma, 1964 |
| 1965      | Monumentale toegangsdeuren                                                | Wladimir de Vries                 | Ljipstrjitte, gemeentehuis | Stiens        | brons                                     | Wladimir de Vries, 1965 |
| 1967      | Fisken                                                                    | Chris Fokma                       | Jongema 6, bij OBS De Twa Fisken | Grouw         | keramiek                                  | Chris Fokma, 1967 |
| 1969      | Herdenkingsteken voor Hanso Schotanus à Steringa Idzerda                  | Harmen Abma                       | Sânpaed | Weidum        | Roestvast staal                           | Harmen Abma, 1969 |
| 1970      | Afke's Tiental                                                            | Suze Boschma-Berkhout             | Nieuwe Leeuwarderweg 4 | Warga         | brons                                     | Afke's tiental |
| 1975      | Monument voor Arjen Sevenster                                             | Jerre Hakse                       | Uniawei | Stiens        | staal                                     | Jerre Hakse, 1975 |
| 1976      | Sûnder Titel (Fûgelachtig)                                                | Ids Willemsma                     | Leijester Hegedyk | Oude Leije    | staal                                     | Ids Willemsma, 1976 |
| 1978      | De leerling                                                               | Suze Boschma-Berkhout             | Bustumerdyk 4, bij OSG Sevenwolden | Grouw         | brons                                     | Suze Boschma-Berkhout, 1978 |
| 1979      | De opgeande reeks 1                                                       | Ids Willemsma                     | Waling Dijkstrapark | Stiens        | cortenstaal                               | Ids Willemsma, 1979 |
| 1979      | De opgeande reeks 2                                                       | Ids Willemsma                     | Waling Dijkstrapark | Stiens        | cortenstaal                               | Ids Willemsma, 1979 |
| 1981      | De Skelp                                                                  | Doede Boelstra                    | Nijepoarte | Stiens        | beton                                     | Doede Boelstra, 1981 |
| 1981      | It each fan Stiens                                                        | Ids Willemsma                     | Lege Herewei / Brédyk | Stiens        | staal                                     | Ids Willemsma, 1981 |
| 1982      | Tuinder                                                                   | David van Kampen                  | Bij brug, Wirdumervaart | Huizum-Dorp   | steen: natuursteen                        | |
| 1983      | Gedenkteken Wiardastate                                                   | Tio Wiarda                        | Buorren | Goutum        | marmer                                    | Gedenkteken Wiardastate |
| 1985      | Kruisbeeld                                                                | Jan Murk de Vries                 | Sint-Martinuskerk | Wirdum        | hout                                      | Kruisbeeld (Wirdum) |
| 1985      | Húnser Murd                                                               | Judith Boer                       | Centrum | Huins         | Chamotteklei                              | Judith Boer, 1985 |
| 1986      | De leugenbank                                                             | Karianne Krabbendam               | Suderkade, | Grouw         | brons                                     | Karianne Krabbendam, 1986 |
| 1986      | Zonder titel                                                              | Henk Rusman                       | It Leechje, | Hempens       | staal                                     | Zonder titel (Hempens-Teerns) |
| 1987      | In de zon                                                                 | Karianne Krabbendam               | Yn 'e lijte | Grouw         | hardsteen                                 | Karianne Krabbendam, 1987 |
| 1988      | Drie zeilers                                                              | Karianne Krabbendam               | Meersweg | Grouw         | brons                                     | Karianne Krabbendam, 1988 |
| 1990      | Toegangshek                                                               | Ids Willemsma                     | Leijester Hegedyk 25 | Oude Leije    | staal                                     | Ids Willemsma, 1990 |
| 1991      | De baanveger                                                              | Karianne Krabbendam               | Hoofdstraat | Grouw         | brons                                     | Karianne Krabbendam, 1991 |
| 1991      | Schaal                                                                    | Tjibbe Hooghiemstra               | Dorphuis De Golle, Swichumerdyk 1 | Wirdum        | ijzer en glas                             | Schaal (Wirdum) |
| 1991      | De Kùper                                                                  | Karianne Krabbendam               | Halbertsmaplein | Grouw         | brons                                     | Karianne Krabbendam, 1991 |
| 1992      | Jirnsumer kat                                                             | Aagje Pool                        | Rijksweg | Irnsum        | brons                                     | Jirnsumer kat |
| 1992      | De Triangel                                                               | Aagg Toering                      | Fjildwei | Jorwerd       | staal                                     | Aagg Toering, 1992 |
| 1993      | Plaquette Aquaduct                                                        | Cobi Doevendans                   | Aquaduct | Grouw         | beton                                     | Cobi Doevendans, 1993 |
| 1994      | Jirnsummer katten ûnder dak                                               | Zweitse van der Wal               | Rijksweg | Irnsum        | staal                                     | Zweitse van der Wal, 1994 |
| 1994      | De Baarder Kat                                                            | Atze Dijkstra                     | Dekemawei | Baard         | brons                                     | Atze Dijkstra, 1994 |
| 1994      | Zonder titel                                                              | Harmen Abma                       | Sportcomplex "It Gryn", Ieleane 1 | Stiens        | Trespa G2 (staal)                         | Harmen Abma, 1994 |
| 1994      | Zonder titel                                                              | Henk Lampe                        | Voor het clublokaal van voetbalclub "De Stipe", Ieleane 1                                                                                 | Stiens        | beton                                     | Henk Lampe, 1994 |
| 1996      | Zonder titel                                                              | Gjalt Blaauw                      | Oedsmawei, | Grouw         | plaatstaal en hardsteen                   | Zonder titel (Grou) |
| 1996      | Daglichtobject                                                            | Hanshan Roebers                   | Cultureel Centrum De Skalm, P. Jurjenstrjitte                                                                                             | Stiens        | metaal,kunststof                          | Hanshan Roebers, 1996 |
| 1996      | Grafmonument voor Johan Wielsma                                           | Ids Willemsma                     | Kerkhof Sint-Vituskerk | Stiens        | staal                                     | Grafmonument voor Johan Wielsma (Stiens)                                                                                            |
| 1996      | Grafmonument voor Bouwe de Vries                                          | Ids Willemsma                     | Kerkhof Sint-Vituskerk | Stiens        | staal                                     | Ids Willemsma, 1996 |
| 1997      | De Elstedenschaatser                                                      | Douwe Sinnema                     | De Streek | Oude Leije    | plaatstaal                                | Douwe Sinnema, 1998 |
| 1998      | De pet van Slauerhoff                                                     | Douwe de Bildt                    | Sluytermanwei 25, pastoriehek | Jorwerd       | brons                                     | Douwe de Bildt, 1998 |
| 1998      | Luchtspiegeling (Uniastate)                                               | Beb Mulder                        | Stinzepaad | Beers         | cortenstaal                               | |
| 1998      | Circusolifantje                                                           | Anne Woudwijk                     | Douwemastrjitte | Irnsum        | hardsteen                                 | Anne Woudwijk, 1998 |
| 1998      | Monument t.h.a. de oprichting van het Friesch Rundvee en Paarden Stamboek | Henk Hettema                      | De Trije Romers | Roordahuizum  | staal                                     | Monument t.h.a. de oprichting van het Friesch Rundvee en Paarden Stamboek                                                           |
| 1999      | De Kobbe                                                                  | P. Visser                         | Dorpshuis De Weeme, De Bult 11 | Lekkum        | brons                                     | De kobbe |
| 1999      | Vliegende ganzen                                                          | Hans Jouta                        | Brédyk 11 | Stiens        | brons                                     | Hans Jouta, 1999 |
| 2000      | Grafmonument Willem Poelstra                                              | Hans Jouta                        | begraafplaats | Hijum         | brons                                     | Hans Jouta, 2000 |
| 2001      | De Koorddanser                                                            | Joost van den Toorn               | Rotonde Brédyk | Goutum        | o.a. aluminium en kunststof               | De koorddanser |
| 2001      | Skûtsje It Doarp Grou                                                     | Karianne Krabbendam               | Hellingshaven | Grouw         | brons                                     | Karianne Krabbendam, 2001 |
| 2001      | Zonder titel                                                              | Ids Willemsma                     | Aak 1 | Stiens        | r.v.s.                                    | Ids Willemsma, 2001 |
| 2003      | De Foardrager                                                             | Hanneke Roelofsen                 | Sluytermanwei | Jorwerd       | brons                                     | Hanneke Roelofsen, 2003 |
| 2004      | De Helling                                                                | Henk Rusman                       | De Helling | Stiens        | staal                                     | |
| 2004      | zonder titel                                                              | Hanneke Roelofsen                 | Bornialeane 6, bij Verzorgingshuis Nij Dekamastate                                                                                        | Weidum        | geëmailleerd koper                        | Hanneke Roelofsen, 2004 |
| 2005      | Na de merke                                                               | Joop Visser                       | Froonackerdyk | Oosterlittens | cortenstaal en rvs                        | Dorpsbevolking Easterlittens, 2005                                                                                                  |
| 2006      | Scheppend                                                                 | Jan Pieter de Graaf               | bij ijsbaan | Britsum       | graniet, beton en staal                   | Jan Pieter de Graaf, 2006 |
| 2006      | Ovonde                                                                    | Bertus Inia                       | Brêdyk | Stiens        | cortènstaal                               | |
| 2009      | Het soldaatje                                                             | Hans Sinnema                      | Nij Barrahûs, Kempenaersreed, buurtschap Barrahûs (Het origineel (1875) staat binnen bij de ingang van het Historisch Centrum Leeuwarden) | Wirdum        | keramiek (niet zeker) op granieten sokkel | Het soldaatje |
| 2011      | De Brugwijzers                                                            | Jan Hulsebos                      | Martenawei | Cornjum       | staal en koperplaat                       | |
| 2012      | Kunst op de terp                                                          | Gerlof Hamersma en Bert de Jong   | Suderbuorren | Hempens       | polyester                                 | Kunst op terp |
| 2012      | Speeltuin                                                                 | Beb Mulder                        | bij de Unia-poarte | Beers         | staal                                     | Beb Mulder, 2012 |
| 2014      | Tiidreizgje                                                               | Hans Jouta                        | Holdingawei, aan het fietspad naar Hallum op de oude spoorlijn                                                                            | Finkum        | cortènstaal                               | Hans Jouta, 2014 |
| 2015      | Fûgels                                                                    | Johannes Douwinga & Farid Hasnoui | Ljipstrjitte | Stiens        | cortènstaal                               | Johannes Douwinga & Farid Hasnoui, 2015                                                                                             |
| 2015      | Aapje                                                                     | Hans Jouta                        | Skoalledyk 8 | Hempens       | brons                                     | Hans Jouta, 2018 |
| 2017      | Mienskip                                                                  | Hans Jouta                        | Lege Hearewei | Hijum         | cortènstaal                               | Hans Jouta, 2017 |
| 2017      | Harmony                                                                   | Hein Kocken                       | Aan de Leister Feart | Alde Leie     | gelast koperplaat                         | Harmony, Alde Leie |
| 2019      | Foar de wyn                                                               | Pieter Piersma                    | Rotonde Stationsweg / Oedsmawei | Grouw         | cortenstaal                               | Dit beeldbepalend kunstwerk is het afsluitend project van de Rode Loper, met als doel de entree van Grouw aantrekkelijker te maken. |

Achtkarspelen ·
Ameland ·
Dantumadeel ·
De Friese Meren ·
Harlingen ·
Heerenveen ·
Leeuwarden ·
Noardeast-Fryslân ·
Ooststellingwerf ·
Opsterland ·
Schiermonnikoog ·
Súdwest-Fryslân ·
Smallingerland ·
Terschelling ·
Tietjerksteradeel ·
Vlieland ·
Waadhoeke ·
Weststellingwerf